# Aparholmen och Risholmen
Aparholmen och Risholmen är en ö i Finland. Den ligger i Finska viken och i kommunen Borgå i landskapet Nyland, i den södra delen av landet. Ön ligger omkring 31 kilometer öster om Helsingfors.
Öns area är 35,1 hektar och dess största längd är 1,1 kilometer i sydväst-nordöstlig riktning.